# Crise agricole du Bas-Canada
La crise agricole du Bas-Canada éclate dans le premier quart du XIXe siècle. Les historiens Fernand Ouellet et Jean Hamelin estiment qu'elle a duré de 1802 à 1837. L'analyse de cette crise est liée à des éléments géographiques.  
Le Bas-Canada allait entrer progressivement dans de profondes difficultés agricoles.  Il y a plusieurs causes qui expliquent cet état de fait. D'abord, les canadiens francophones qui peuplent en grande majorité ce territoire pratiquent une agriculture plutôt approximative.  Ils ont de mauvais instruments aratoires, ils ne peuvent bénéficier d'enseignement agricole ce qui les amène à perpétuer les erreurs de leurs prédécesseurs. Ainsi, ils ne font pas de rotation des cultures, ils utilisent peu ou pas d'engrais ce qui explique que les rendements deviennent de plus en plus pauvres. 
Mais cela n'explique pas tout. Il y a également un problème de surpopulation rurale inquiétant. Quand l'Angleterre a conquis la Nouvelle-France, en 1760, elle a fini par accepter et reconnaître le régime seigneurial. La population canadienne vit essentiellement dans les seigneuries. L'Angleterre n'a cependant pas créé de nouvelles seigneuries.  En 1760, il y avait environ 75 000 habitants en Nouvelle-France. L'étendue du domaine agricole compensait l'utilisation de mauvaises techniques. Mais vers 1830, la population est au-delà des 400 000 et l'espace agricole ne s'est pas accru beaucoup. La situation devient alors catastrophique. La colonie ne produit plus suffisamment de blé pour nourrir la population. Cette pénurie se transforme en famine et en misère spécialement autour de Montréal où la population est plus nombreuse.
Il faut ajouter qu'il est difficile de se procurer de nouvelles terres parce que les terres en dehors de la zone seigneuriale sont passées progressivement aux mains des spéculateurs fonciers et des marchands de bois.  Pour un habitant canadien, il est impensable ou à peu près de parvenir à amasser l'argent nécessaire pour l'achat d'une terre auprès des spéculateurs.  Quant aux marchands de bois, ils ne voient pas d'un bon œil la venue de colons sur des terres pour lesquelles ils paient un droit de coupe au gouvernement.
Face à ces difficultés graves, les Canadiens devront réagir et prennent la décision de partir. Certains iront à la ville chercher les quelques rares emplois disponibles. Quelques-uns tenteront leur chance dans les cantons, ces terres ouvertes pour les colons anglais depuis 1791. Le taux de suicide augmentera de 3%. Beaucoup d'autres commenceront à se diriger vers les États-Unis pour y tirer leur subsistance du travail dans les usines de la Nouvelle-Angleterre.

## Annexe
- Crise agricole